# Gordon Baym
Gordon Alan Baym (Nueva York, 1 de julio de 1935) es un físico teórico estadounidense.

## Biografía

### Primeros años
Nacido en Nueva York, se graduó en la Brooklyn Technical High School y recibió su título universitario en la Universidad de Cornell en 1956. Obtuvo su doctorado de la Universidad de Harvard en 1960.

### Carrera
Se unió a la facultad de física de la Universidad de Illinois en Urbana-Champaign en 1963, convirtiéndose en profesor titular en 1968. Sus áreas de investigación incluyen la física de la materia condensada, la física nuclear y la astrofísica, así como la historia de la física.
En 1962, él y Leo Kadanoff colaboraron en Quantum Statistical Mechanics: Green's Function Methods in Equilibrium and Nonequilibrium Problems. En 1969 publicó Lectures on Quantum Mechanics, un libro de texto de posgrado ampliamente utilizado que, de manera poco convencional, comienza con la polarización de los fotones. En 1991, él y Chris Pethick publicaron la monografía Landau Fermi-Liquid Theory: Concepts and Applications.
Recibió el premio Hans A. Bethe en 2002 "por su magnífica síntesis de conceptos fundamentales que han permitido comprender la materia en condiciones extremas, desde las cortezas y el interior de las estrellas de neutrones hasta la materia a temperaturas ultraaltas". También recibió el Premio Lars Onsager en 2008 "por las aplicaciones fundamentales de la física estadística a los fluidos cuánticos, incluida la teoría de los líquidos de Fermi y las propiedades del estado fundamental de los gases cuánticos diluidos, y por aportar una unidad conceptual a estas áreas"  junto con Christopher Pethick y Tin-Lun Ho.

## Vida personal
Tiene cuatro hijos, los profesores de comunicaciones Nancy Baym y Geoffrey Baym, el matemático y biólogo Michael Baym y la neurocientífica cognitiva Carol Baym. Estaba casado con Nina Baym, profesora de inglés en la UIUC, y Lillian Hoddeson, profesora de historia en la UIUC.

## Premios y honores
- Miembro de la Academia Estadounidense de Artes y Ciencias, (1981)[6]
- Miembro de la Academia Nacional de Ciencias, (1982)[7]
- Miembro de la Sociedad Filosófica Estadounidense, (2000)
- Premio Hans A. Bethe, (2002)
- Premio Lars Onsager, (2008)[4]
- Medalla en memoria de Eugene Feenberg, (2011)
- Medalla APS por logros excepcionales en investigación, (2021)